# Glanton
Glanton – wieś w Anglii, w hrabstwie Northumberland. Leży 53 km na północ od miasta Newcastle upon Tyne i 450 km na północ od Londynu. W 2001 miejscowość liczyła 222 mieszkańców.